# Henryk I ziębicki
Henryk (I) (ur. pomiędzy 1346 a 1350, zm. pomiędzy 1366 a 1385) – książę ziębicki w latach 1358–1366/85 (czysto formalnie).
Henryk był młodszym synem księcia ziębickiego Mikołaja i Agnieszki z Lichtenburka. Jako młodszy dziedzic niewielkiego księstwa został przeznaczony do kariery duchownej. O księciu zachowało się niewiele wiadomości. 17 sierpnia 1360 Henryk otrzymał od papieża Innocentego VI kanonię w kapitule wrocławskiej, choć wiadomo, że posiadał już wcześniej prebendę kościelną w postaci kanonii kolegiaty Św. Krzyża w tym samym mieście. Według "Kroniki książąt polskich" Henryk wstąpił do zakonu krzyżackiego i jako członek tego zakonu zmarł w Prusach. Nieznana jest data zgonu księcia.